# Iglesia ortodoxa de la Magdalena (Madrid)
La iglesia de Santa María Magdalena (del ruso: Храм святой равноапостольной Марии Магдалины) de Madrid, España, es un templo perteneciente a la Iglesia ortodoxa rusa, Patriarcado de Moscú, siendo la sede catedralicia de la Diócesis de Madrid y Lisboa, situado en el número 48 de la Gran Vía de Hortaleza, cercano a la estación de Metro de Pinar del Rey.
Los antecedentes de la presencia ortodoxa en España, se remontan a 1761 en la embajada rusa donde hubo una capilla con esta advocación que perduró hasta fines del siglo XIX, cuando parte del mobiliario e iconos fueron enviados a Argentina. Una imagen de la santa fue localizada allí y retornada a Madrid para la nueva iglesia.

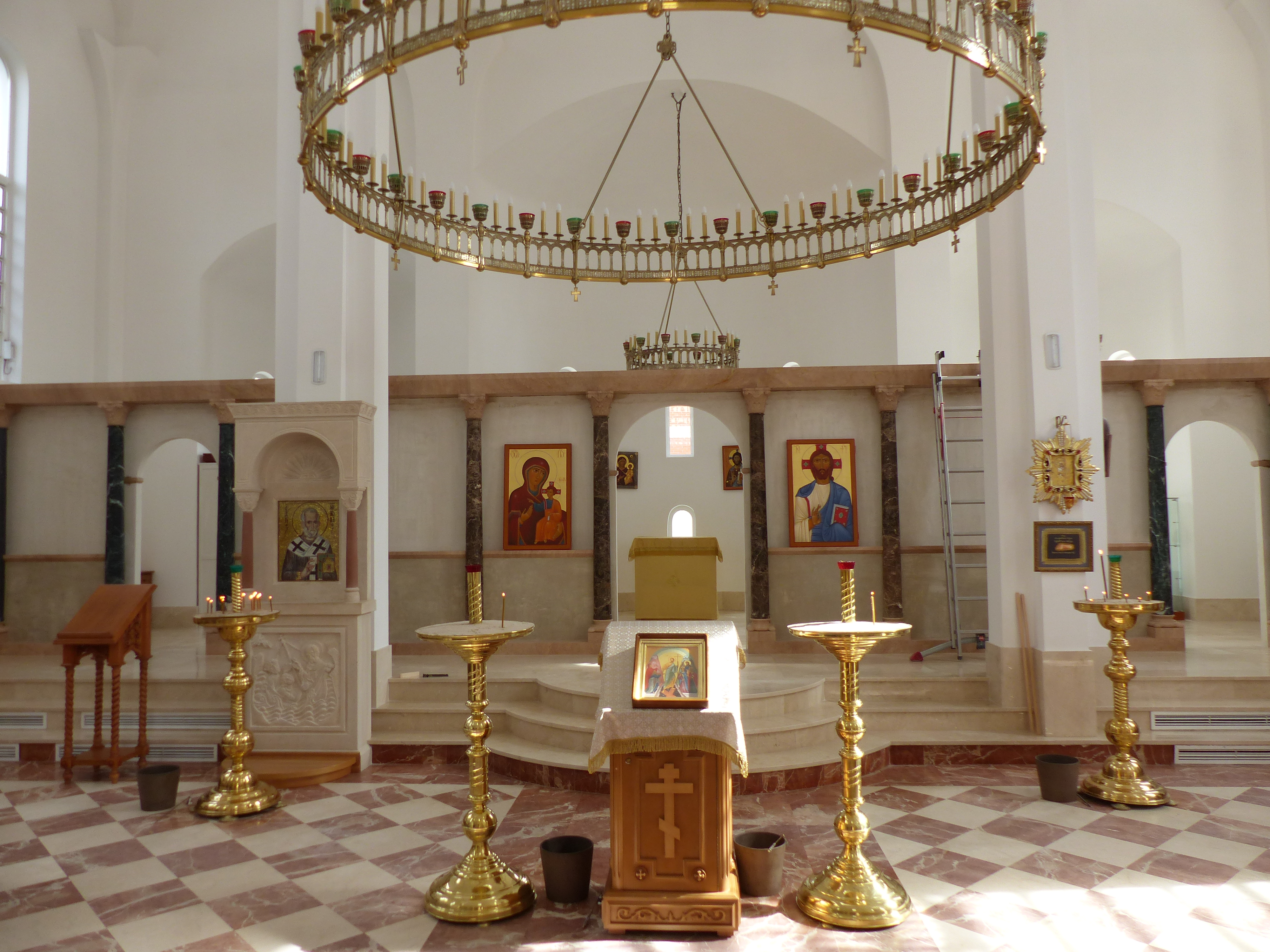
Presbiterio de la iglesia.

Las obras dieron comienzo después de la cesión del solar (de 756 metros cuadrados) por las autoridades municipales a la Fundación de la Natividad de Cristo, vinculada al Patriarcado de Moscú, en 2010. El arquitecto moscovita A. R. Vorontsov proyectó el templo, en colaboración con el arquitecto español Jesús San Vicente. En junio de 2013, la iglesia fue abierta al culto de la comunidad ortodoxa residente en Madrid, fundamentalmente de países pertenecientes a Comunidad de Estados Independientes (rusos, ucranianos, georgianos y moldavos, así como personas de habla rusa de otros países como Ucrania...), además de españoles.
Estilísticamente el edificio sigue el estilo neobizantino, con cinco cúpulas doradas, que representan a Cristo y los cuatro evangelistas. Consta también de un edificio anexo para residencia y centro cultural Casa Rusia.
El 28 de diciembre de 2018 el Santo Sínodo de la Iglesia Ortodoxa Rusa acordó la creación de la Diócesis de Madrid y Lisboa como parte de la reorganización de la Archidiócesis del Quersoneso en el Exarcado Patriarcal de Europa Occidental, convirtiéndose la Iglesia de la Magdalena en la Catedral de la nueva diócesis.
El 18 de enero de 2019, el arzobispo Néstor firmó un decreto en el cual el templo de Santa María Magdalena se declara la catedral de la diócesis.